# خدمة التقاعد الوطنية (كوريا الجنوبية)
دائرة التقاعد الوطنية الكورية ( أن بي أس ؛ (الكورية: 국민연금공단؛ هانجا: 國民年金公團؛ ر.ك.م.: Gukminyeongeumgongdan)) هو صندوق تقاعد عام في كوريا الجنوبية . وهي ثالث أكبر صندوق تقاعد في العالم  بأصول تزيد عن 800 مليار دولار، وهي أكبر مستثمر في كوريا الجنوبية. 
وتتطلع إلى شراء محفظة من الأسهم القيادية من الأسواق الناشئة.  
في 30 يناير 2017، افتتحت أن بي أس مكتبًا في وان فاندربيلت بمدينة نيويورك. 
ويحقق صافي القدرة الإنتاجية حالياً فائضاً سنوياً، وقد تراوحت الفوائض الأخيرة بين 1% و5% من الناتج المحلي الإجمالي. 

## روابط خارجية
- موقع خدمة التقاعد الوطنية - كوريا الجنوبية (بالإنجليزية)